# Libořice
Libořice là một làng thuộc huyện Louny, vùng Ústecký, Cộng hòa Séc.